# شاخ‌چنگی تیره ساحلی
شاخ‌چنگی تیره ساحلی (نام علمی: Damaliscus lunatus topi) نام یک زیرگونه از گونه شاخ‌چنگی است.